# Markt Taschendorf
Markt Taschendorf là một đô thị ở huyện Neustadt an der Aisch-Bad Windsheim bang Bayern thuộc nước Đức.